# Мешок Олександр Володимирович
Олекса́ндр Володи́мирович Мешок (23 квітня 1981 — 11 листопада 2015) — молодший сержант Збройних сил України.

## Життєвий шлях
Народився в селі Куликівка Городнянського району. 1998 року закінчив ЗОШ в селі Івашківка, служив у лавах ЗСУ, в Житомирі. По тому працював у міліції — в Київській області, у селі Вихвостів водієм (СТОВ «Віра»).
Мобілізований в січні 2015 року; молодший сержант, старший розвідник 95-ї окремої аеромобільної бригади.
Загинув 11 листопада 2015-го біля села Красногорівка в часі боїв за Мар'їнку.
Відспіваний та похований 15 листопада 2015 року в селі Куликівка з військовими почестями.
Щодо його смерті було висунуто попередню версію «самогубство» — Олександра знайшли з вогнепальним пораненням голови під Красногорівкою. Родина не погодилася з версією самогубства Олександра. Зокрема, у висновку написано, що куля пройшла у скроню зліва направо, Олександр був правша, також порохового опіку не помітили.
Без Олександра лишилися мама Катерина Михайлівна, батько Володимир Прокопович, дружина Наталія, донька Віка 2006 р.н.

## Вшанування
- На школі в Куликівці, де він вчився з 1987 по 1995 роки, встановлено меморіальну дошку. Також встановлено плиту на місці поховання біля пам'ятника загиблим воїнам Другої світової війни.

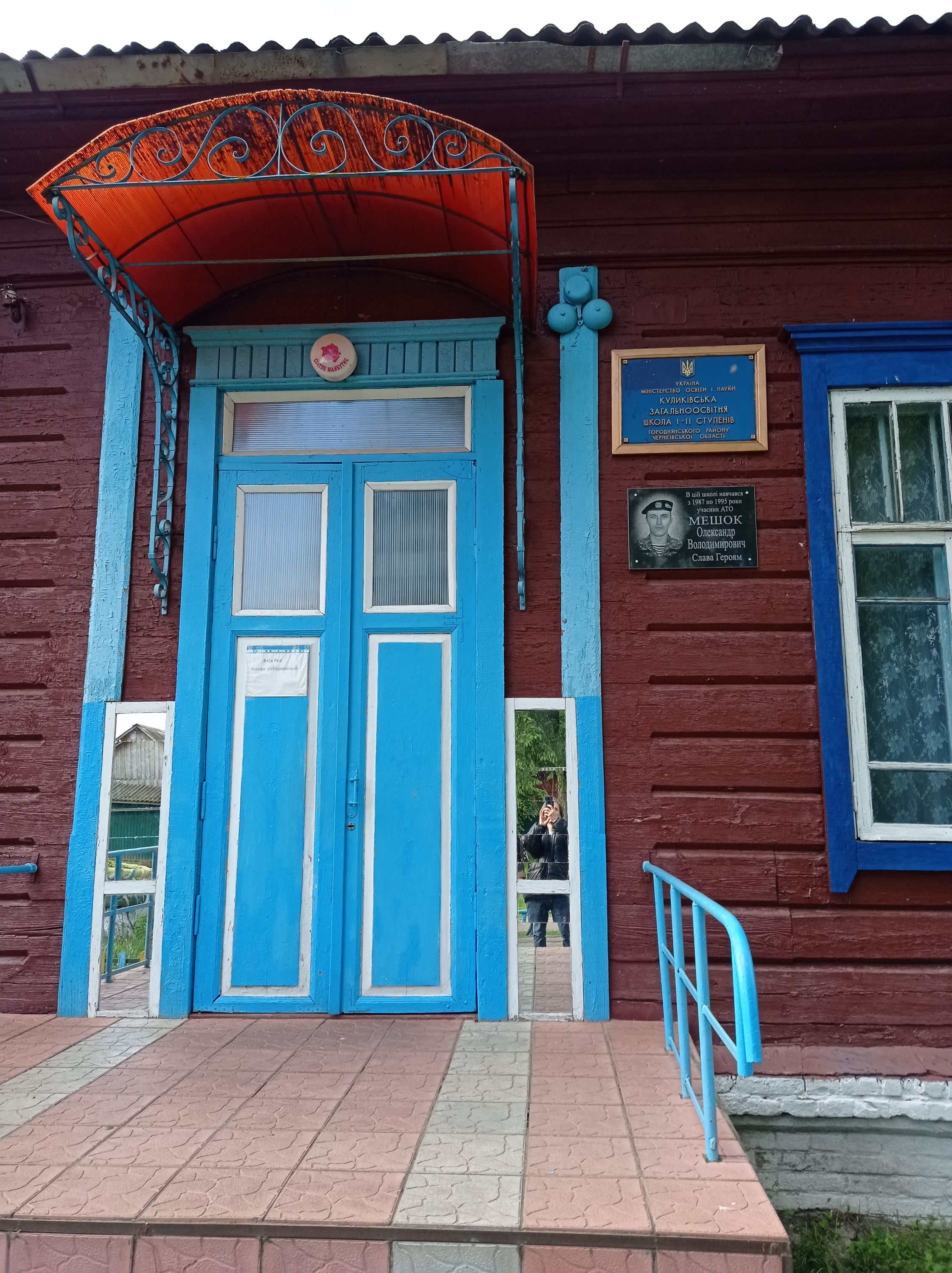
Меморіальна дошка на Куликівській школі
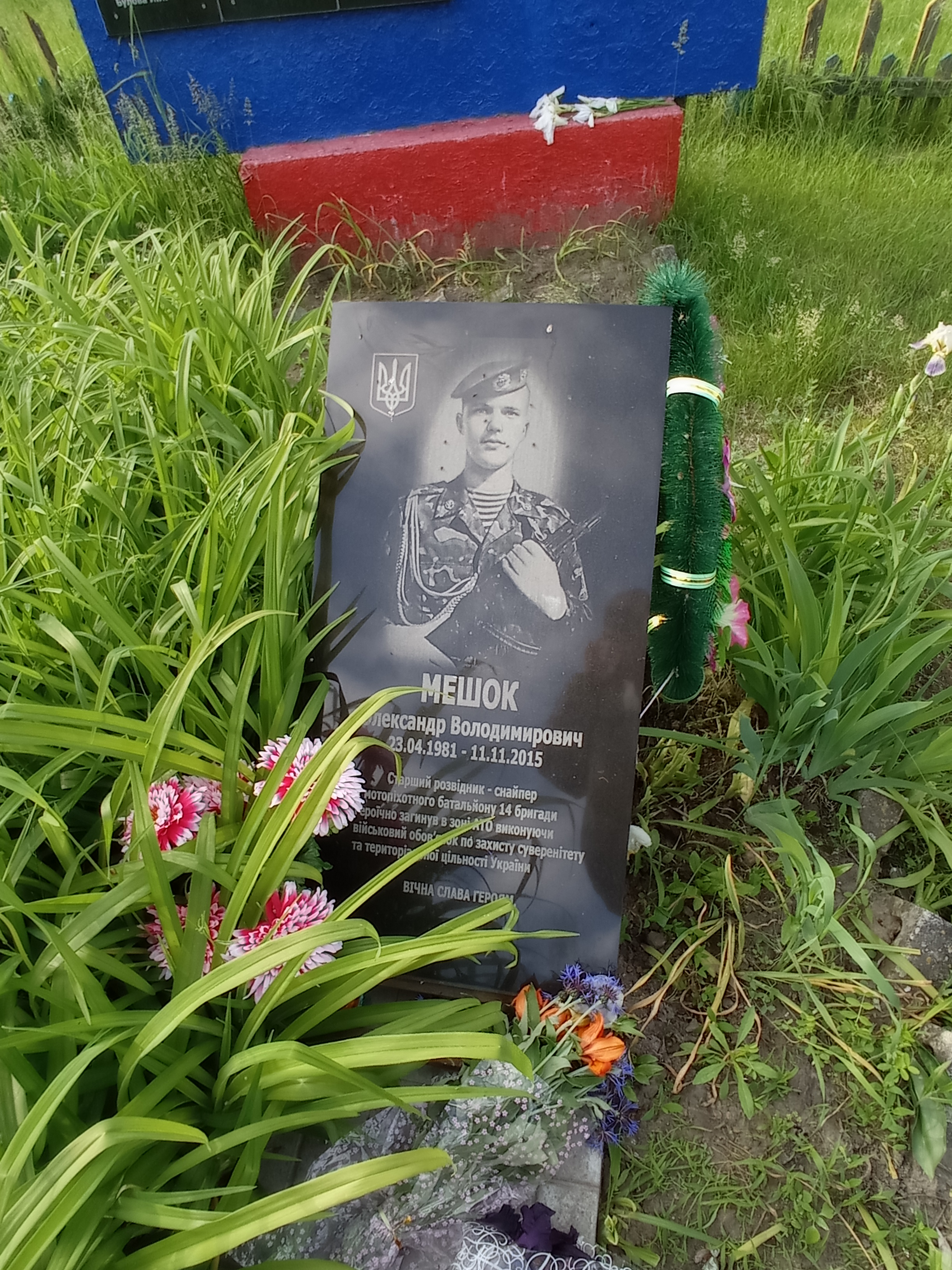
Плита на місці поховання

- У центрі села Куликівка встановлено пам’ятний знак Александрові Мешку[1].

- В Городні у 2020 році відкрито Монумент, який вшановує пам'ять Героя та інших загиблих захисників, ім’я «Олександр Мешок» викарбовано на пам’ятнику[2].